# Brunnensee
Der Brunnensee liegt im Naturschutzgebiet der Seeoner Seen.
Der Natursee ist Bestandteil einer Eiszerfallslandschaft und entstand aus einem Toteisblock, der vom Gletscher abbrach. Er gilt im Unterschied zu den anderen Seen des Naturschutzgebietes als der chemisch und physikalisch ursprünglichste eiszeitliche See. Er wird ausschließlich von Grundwasserquellen gespeist, die an seinem Westufer und in Quelltöpfen austreten. Deshalb weist der See mit ganzjährig unter 20 °C auch die vergleichsweise niedrigste Wassertemperatur auf.
Das Gewässer III. Ordnung hat mesotrophe Gewässergüte und im Seeoner Bach einen Abfluss in Richtung Alz. Der Wasserspiegel liegt 533,30 m über NN. Der 510 m lange und 130 m breite See hat einen Umfang von 1,23 km und eine Oberfläche von 5,90 Hektar bei einem Volumen von 502.000 m³, einer mittleren Tiefe von 8,50 m und maximalen Tiefe von 18,60 m, womit er der tiefste See der Seeoner Seenplatte ist. Sein Einzugsgebiet beträgt 1,30 km².

## Flora und Fauna
Der Brunnensee gilt vor allem limnologisch als der am besten untersuchte See des Naturschutzgebietes. Die Limnologische Forschungsstation Seeon der Ludwig-Maximilians-Universität München betreibt hier in einem kleinen Bootshaus eine Außenstelle. 
In seinen Verlandungsbereichen finden sich Röhrichte, Moorbereiche und Streuwiesen, die ökologisch sehr artenreiche, daher aber auch sehr empfindliche Lebensräume darstellen.

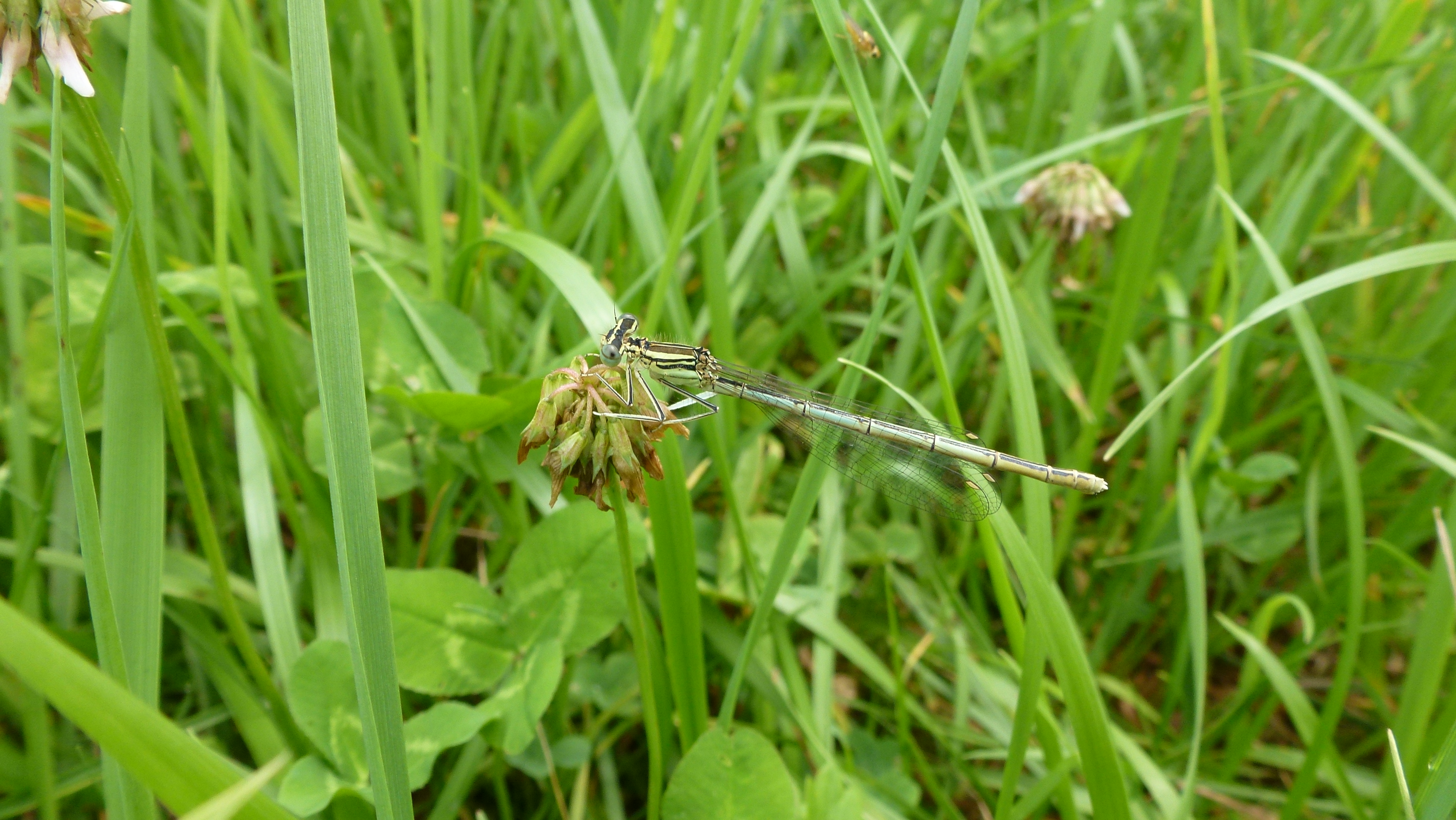
Gemeine Federlibelle, aufgenommen 2011 am Brunnensee